# Домаева, Фелиситас Хусейновна
Фелиси́тас Хусейновна Домаева (норв. Domajeva Khusejnovna Felicitas; род. 21 сентября 2005 год, Хёугесунн, Норвегия) — норвежская спортсменка, борец вольного стиля. Трехкратная чемпионка Норвегии по вольной борьбе. Победительница первенства Европы среди юниоров 2025.

## Биография
Родилась Фелиситас в коммуне Хёугесунн, что в Норвегии в чечено-украинской семье. В 2013 году она начала заниматься вольной борьбой в Броварском высшем училище физической культуры (г. Бровары, Киевская область, Украина) под руководством Ампилогова Андрея Владимировича и Кутакова Александра Сергеевича. 

## Спортивная карьера
В 2021 году Фелиситас дебютировала по вольной борьбе среди кадетов (до 17 лет) на кубке Львова, где заняла 3 место. В 2022 году переехала обратно в Норвегию и начала тренироваться в городе Осло в клубе «Oslo Bryteklubb». В мае 2022 года стала в первый раз чемпионкой Норвегии среди взрослых в весе до 57 кг, а также выступила на чемпионате северных стран среди кадетов в Эстонии и была третьей. В феврале 2023 года Домаева выступила на международном турнире «Klippan Lady Open» в Швеции, где смогла добраться до третьего место. Летом 2023 года неудачно закончила свои выступления на первенстве Европы в Испании и на первенстве мира в Иордании. 2 феврале 2024 года была с бронзой на международном турнире «Flatz Austria Open» в городе Вольфурт в весе до 55 кг. 16 февраля 2024 года снова смогла добыть бронзовую медаль на турнире «Klippan Lady Open». 24 февраля 2024 года во второй раз стала чемпионкой Норвегии. В мае 2024 года участвовала на первенстве Европы среди борцов до 23 лет в Баку. В июне 2024 года была седьмой на первенстве Европы среди юниоров в Сербии. В  январе 2025 года в третий раз стала чемпионкой Норвегии в весе до 57 кг. В июне 2025 года Фелиситас смогла взять золотую медаль на первенстве Европы среди юниоров в Италии, одолев в финале шведку Оливию Далмыр.

## Спортивные достижения
Взрослый уровень
- Чемпионат Норвегии 2022, 2024, 2025 — ;
- «Klippan Lady Open» 2023, 2024 — ;
- «Flatz Austria Open» 2024 — ;
- «Klippan Lady Open» 2025 — ;

Юниорский уровень
- Первенство Норвегии 2022, 2024 — ;[3]
- Первенство Европы 2025 — ;

Кадетский уровень
- Кубок Львова 2021 — ;
- Первенство Северных стран 2022 — ;

## Личная информация
Фелиситас имеет брата Марса, который выступает по вольной борьбе.